# Euagrus troglodyta
Espèce
Euagrus troglodyta est une espèce d'araignées mygalomorphes de la famille des Euagridae.

## Distribution
Cette espèce est endémique du Mexique. Elle se rencontre dans des grottes du karst de Xilitla au Querétaro dans la grotte Cueva de Campamiento et au San Luis Potosí dans le Sotano de la Silleta.

## Description
La femelle holotype mesure mm.
La carapace de la femelle holotype mesure 6,4 mm de long sur 5,5 mm.
Cette espèce troglobie est anophtalme.

## Publication originale
- Gertsch, 1982 : The troglobitic mygalomorphs of the Americas (Arachnida, Araneae). Association of Mexican Cave Studies Bulletin, vol. 8, p. 79-94.